# Gótico do sul

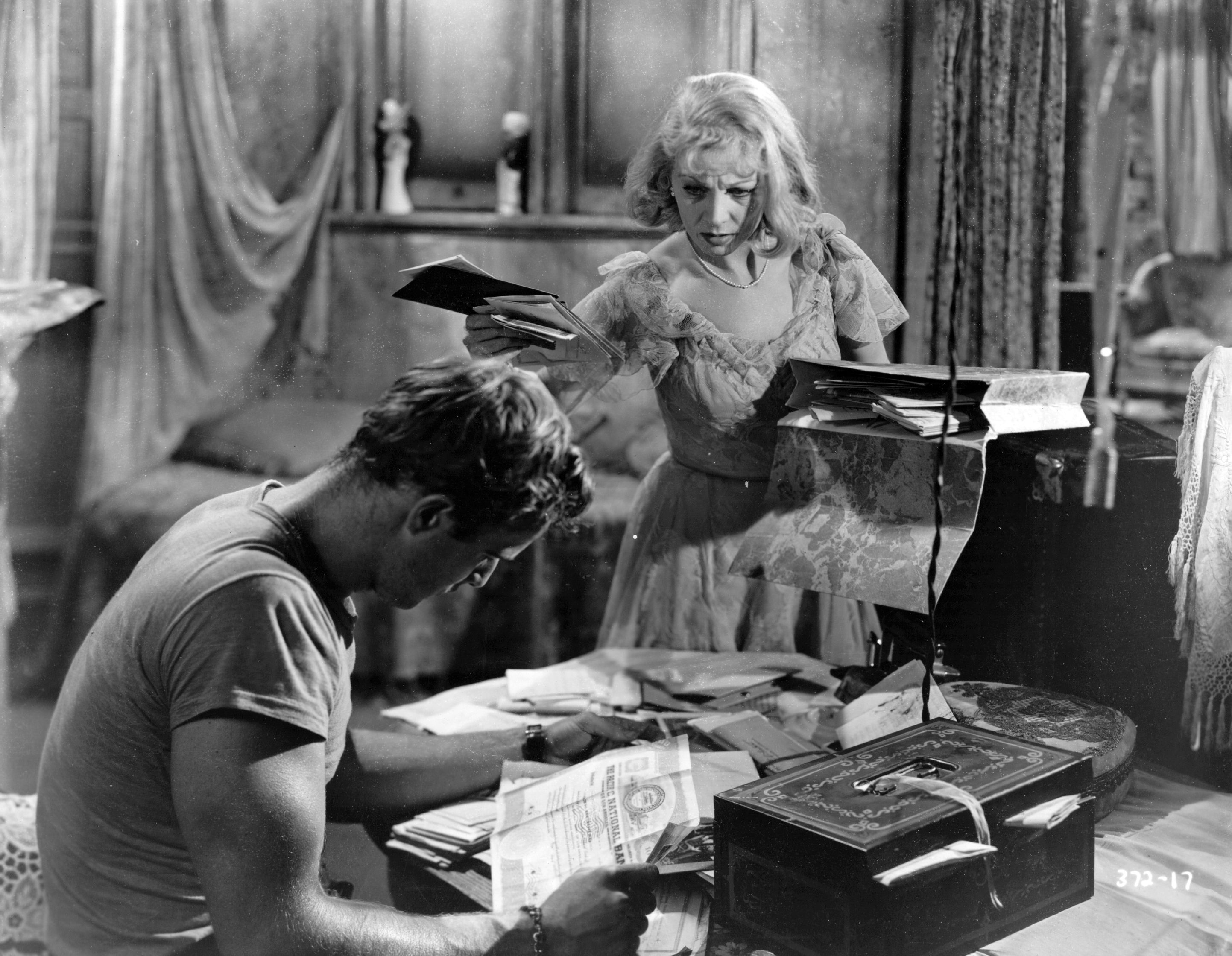
Marlon Brando e Vivien Leigh em A Streetcar Named Desire (1951).

Gótico do sul (em inglês:  Southern Gothic) ou gótico sulista é um subgênero de ficção, música country, filme e televisão influenciado por elementos góticos que toma lugar no sul dos Estados Unidos.
Temas comuns na literatura Southern Gothic incluem personagens profundamente falhos, perturbadores ou excêntricos que podem ou não podem tentar o hoodoo, papéis de gênero ambivalentes, cenários decaídos ou abandonados, situações grotescas, e outros eventos sinistros relacionando para ou derivados da pobreza, alienação, crime, ou violência.

## Origens
Elementos de um tratamento gótico do sul eram aparentes no século XIX, ante- e post-bellum, nos grotescos de Henry Clay Lewis e nas visões des-idealizadas de Mark Twain. O gênero veio junto, entretanto, apenas no século XX, quando o romantismo sombrio, o humor sulista, e o novo naturalismo literário fundiram em uma nova e poderosa forma de crítica social. O material temático foi largamente um resultado da cultura existente no Sul seguindo o colapso da Confederação como uma consequência da Guerra Civil, qual deixou um vácuo em seus valores culturais e religiosos. A pobreza resultante e a amargura persistente pela perda da Guerra Civil na região durante a Reconstrução exacerbou o racismo, a violência excessiva e o extremismo religioso endêmico na região.
O termo "Southern Gothic" foi originalmente usado como pejorativo e desconsiderado. Ellen Glasgow usou o termo dessa maneira quando ela referiu para os escritos de Erskine Caldwell e William Faulkner. Ela incluiu os autores em o que ela chamou a "Southern Gothic School" em 1935, afirmando que suas obras eram preenchidas com "violência sem objetivo" e "pesadelos fantásticos". Isso foi tão negativamente visto a princípio que Eudora Welty disse: "Melhor eles não me chamarem disso!"

## Características

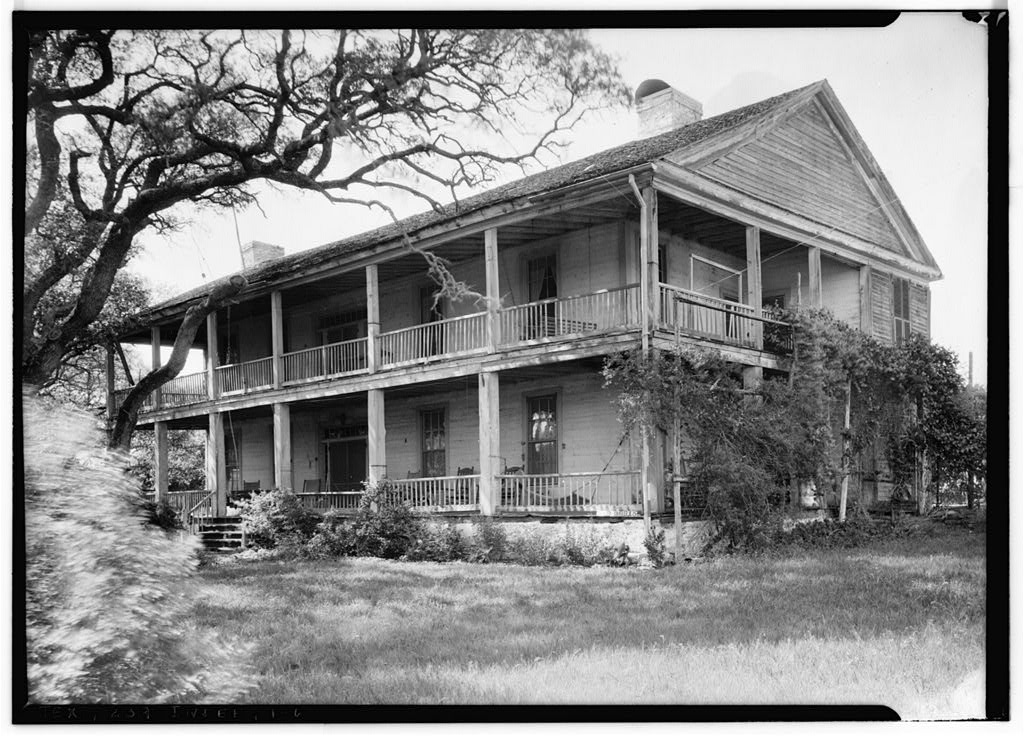
Seward Plantation House, Independence, uma estritamente fantástica.

O estilo Southern Gothic é um que emprega o uso de eventos macabros, irônicos para examinar os valores do sul americano. Assim, ao contrário de seu gênero pai, isso usa as ferramentas góticas não somente por causa de suspense, mas para explorar questões sociais e revelar o caráter cultural do sul americano – elementos góticos muitas vezes tomam lugar em um contexto realista mágico em vez do que um estritamente fantástico.
Comunidades rurais deformadas substituíram as plantações sinistras de uma era mais anterior; e nas obras de figuras líderes tais como William Faulkner, Carson McCullers e Flannery O'Connor, a representação do sul floresceu em uma crítica absurdista da modernidade como um todo.
Há assim muitas características na Literatura Gótica Sulista que se relacionam de volta para seu gênero pai do Gótico Americano e mesmo para o Gótico Europeu. Entretanto, o cenário dessas obras é distintamente sulista. Algumas dessas características estão explorando a loucura, decadência e desespero, continuando pressões do passado em cima do presente, particularmente com os ideais perdidos de uma despossada aristocracia sulista e continuadas hostilidades raciais.
O Southern Gothic particularmente foca na história de escravidão do sul, uma "fixação com o grotesco, e uma tensão entre elementos realísticos e sobrenaturais".
Similar para os elementos do castelo gótico, o Southern Gothic nos dá a decadência da plantação no sul pós-Guerra Civil.
Vilões que disfarçam a si mesmos como inocentes ou vítimas são muitas vezes encontrados na Literatura Gótica Sulista, especialmente nas histórias por Flannery O'Connor, tais como "Good Country People" e "The Life You Save May Be Your Own", dando para nós uma linha desfocada entre vítima e vilão.
A literatura Southern Gothic se estabeleceu para expor o mito do velho sul antebellum, e sua narrativa de um passado idílico escondido por negações e supressões sociais, familiares, e raciais.

## Autores
- V. C. Andrews (1923–1986)
- Dorothy Allison (n. 1949)
- Ambrose Bierce (1842–1914)
- Poppy Z. Brite (n. 1967)[10]
- Larry Brown (1951–2004)
- Erskine Caldwell (1903–1987)

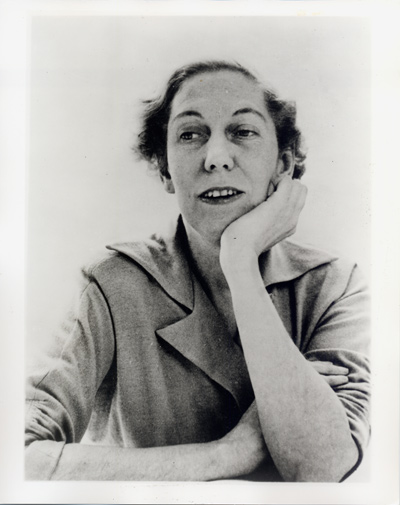
Eudora Welty tem sido rotulada como uma autora Southern Gothic, embora ela desgoste do rótulo

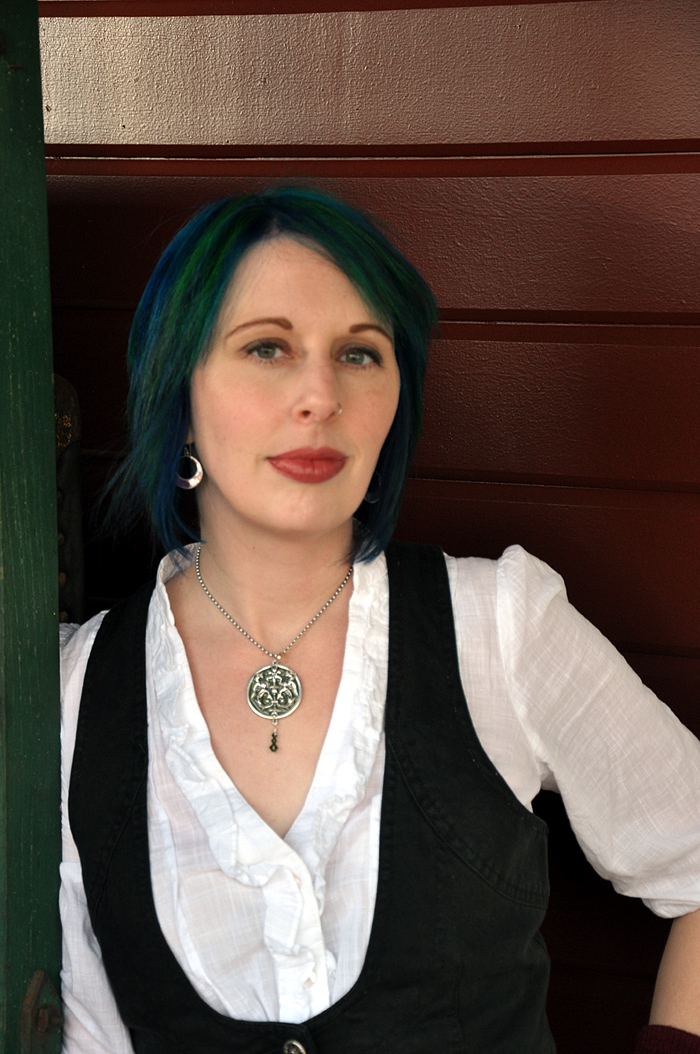
Cherie Priest tem sido identificada como uma moderna escritora Southern Gothic

- Truman Capote (1924–1984, obras iniciais)
- Fred Chappell (n. 1936)
- Brainard Cheney (1900–1990)
- Harry Crews (1935–2012), que tem sido chamado "o Hieronymus Bosch do Southern Gothic"
- James Dickey (1923–1997)
- William Faulkner (1897–1962)
- Tom Franklin (n. 1962)
- William Gay (1941–2012)
- William Goyen (1915–1983)
- Davis Grubb (1919–1980)
- Joe R. Lansdale (n. 1951)
- Charlaine Harris (n. 1951)
- Harper Lee (1926–2016)
- Cormac McCarthy (n. 1933)
- Carson McCullers (1917–1967)
- Michael McDowell (1950–1999)
- Flannery O'Connor (1925–1964)
- Walker Percy (1916–1990)
- Edgar Allan Poe, obra comumente descrita como Romantismo sombrio (1809–1849)
- Cherie Priest (n. 1975)[11]
- Anne Rice (1941–2021), particularmente The Feast of All Saints e The Witching Hour
- Frank Stanford (1948–1978), especificamente The Battlefield Where The Moon Says I Love You
- Eudora Welty (1909–2001)
- Tennessee Williams (1911–1983)[12]
- Thomas Wolfe (1900–1938)

Alguns têm incluído Eudora Welty na categoria, mas aparentemente ela discordou: "Melhor eles não me chamarem disso!", ela abruptamente contou para Alice Walker em uma entrevista.
Uma ressurgência de temas Góticos Sulistas na ficção contemporânea têm sido identificada nas obras de figuras como Barry Hannah (1942–2010), Joe R. Lansdale (n. 1951), Helen Ellis (n. 1970) e Cherie Priest (n. 1975).

## Filme e televisão
Um número de filmes e programas de televisão são também descritos como sendo parte do gênero Southern Gothic. Alguns exemplos proeminentes são:

### Filmes
- Haunted Spooks (1920)
- Swamp Water (1941)[16]
- A Streetcar Named Desire (1951)[16]
- The Night of the Hunter (1955)[16]
- Baby Doll (1956)[16]
- Written on the Wind (1956)[16]
- The Fugitive Kind (1960)
- The Young One (1960)[16]
- To Kill a Mockingbird (1962)[16]
- Hush...Hush, Sweet Charlotte (1964)
- The Beguiled (1971)[16]
- Deliverance (1972)
- The Legend of Boggy Creek (1972)
- Macon County Line (1974)[17]
- The Texas Chain Saw Massacre (1974)
- Eaten Alive (1976)
- Ode to Billy Joe (1976)
- The Town That Dreaded Sundown (1976)
- The Evictors (1979)
- Wise Blood (1979)[16]
- A Day of Judgment (1981)
- The Beyond (1981)[18][19]
- Southern Comfort (1981)[20]
- Crimes of the Heart (1986)[21]
- Angel Heart (1987)[16]
- Near Dark (1987)
- Pumpkinhead (1988)
- Wild at Heart (1990)
- Fried Green Tomatoes (1991)
- Flesh and Bone (1993)
- Sling Blade (1996)
- Eve's Bayou (1997)
- Midnight in the Garden of Good and Evil (1997)[16]
- George Washington (2000)
- O Brother, Where Art Thou? (2000)
- Frailty (2001)[22]
- Big Fish (2003)
- Searching for the Wrong-Eyed Jesus (2003)
- The Skeleton Key (2005)[16]
- Black Snake Moan (2007)
- In the Electric Mist (2009)
- Winter's Bone (2010)[16]
- Killer Joe (2011/2012)
- The Paperboy (2012)
- Mud (2012)
- Lawless (2012)
- Beasts of the Southern Wild (2012)
- Jug Face (2013)[23]
- Beautiful Creatures (2013)
- Joe (2013)
- Stoker (2013)
- Jessabelle (2014)
- Cold in July (2014)
- Nocturnal Animals (2016)[24]
- The Beguiled (2017)
- Mudbound (2017)
- The Peanut Butter Falcon (2019)
- The Devil All the Time (2020)[25]

### Séries de televisão
- In the Heat of the Night (1988–1995)
- American Gothic (1995–96)
- Justified (2010–15)
- The Heart, She Holler (2011)
- American Horror Story: Coven (2013)
- Rectify (2013–16)[26]
- The Originals (2013–2018)
- True Detective, seasons 1 (2014), and 3 (2019)
- Bloodline, seasons 1 (2015) and 2 (2016)
- Preacher (2016–2019)[27]
- Outcast (2016–2018)[28]
- Ozark (2017–2022)
- Hap and Leonard (2016–2018)
- Outsiders (2016–2017)
- True Blood (2008–2014)
- Sharp Objects (2018)
- Cloak and Dagger (2018–19)
- The Act (TV series) (2019)
- Outer Banks (TV series) (2020–)
- Lovecraft Country (2020)[29]
- P-Valley (2020–)

### Jogos de vídeo
- Night in the Woods (2017)
- Red Dead Redemption 2 - Chapters 2 and 3 (2018)
- Kentucky Route Zero (2020)
- Norco (2022)

## Música
Southern Gothic (também conhecido como Gothic Americana, ou Dark Country) é um gênero de música baseado em acústico de rock alternativo, rock gótico e música Americana que combina elementos dos tradicionais country, folk, blues e gospel. O gênero compartilha conexões temáticas com o gênero de literatura Southern Gothic, e realmente os parâmetros de quais fazem alguma coisa Gothic Americana parecer para ter mais em comum com gêneros literários que umas tradicionais musicais. Canções muitas vezes examinam pobreza, comportamento criminal, imagens religiosas, morte, fantasmas, família, amor perdido, álcool, assassinato, o diabo e traição.

### Artistas
- 16 Horsepower[31]
- Amigo the Devil
- Bonnie Prince Billy
- Boondox
- Calexico (banda)
- Smog
- Johnny Cash (tardia obra em American Recordings)[32][33]
- Slim Cessna's Auto Club[34]
- Vic Chesnutt
- Dorthia Cottrell
- Katie Dee & The Quaking Aspens[35]
- Ruby Dee And The Snake Handlers[36]
- Dr. John

- Nicole Dollanganger
- Drive-By Truckers
- Drivin N Cryin
- Bobbie Gentry
- The Handsome Family
- Screamin' Jay Hawkins
- HeadShy
- Cotton Jones
- Legendary Shack Shakers
- Mark Linkous
- Lonesome Wyatt and the Holy Spooks[37]
- Lydia Lunch
- Mount Moriah
- Julie Mintz[38]

- Jay Munly
- Murder by Death[39]
- Nina Nastasia
- Old Crow Medicine Show
- Will Oldham
- Delta Rae
- Dax Riggs
- Thayer Sarrano
- Jesse Sykes and the Sweet Hereafter
- Adia Victoria
- Mirel Wagner
- Jim White
- Hank Williams III

## Representação fotográfica
As imagens do fotógrafo da Grande Depressão, Walker Evans, são frequentemente vistas para evocar a visual representação do Southern Gothic; Evans afirmou: "Eu posso entender por que os sulistas são assombrados por sua própria paisagem".
Outro notado fotógrafo Southern Gothic foi o surrealista, Clarence John Laughlin, que fotografou cemitérios, plantações, e outros lugares abandonados ao longo do sul americano (primariamente Louisiana) por quase 40 anos.

## Pastiche Pós-moderno
William Gibson tomou um irônico look no culto da "Sulinidade" em seu romance Virtual Light. Rydell, o estólido, anti-herói sulista, está procurando por um emprego em uma loja de LA chamada Nightmare Folk Art—Southern Gothic. O (nortenho) dono diz que ele acha Rydell inconveniente: "O que nós oferecemos para as pessoas aqui é uma certa visão, Sr. Rydell. Bem como uma certa escuridão. Uma qualidade gótica....A Mente do Sul. Um sonho febril de sensualidade".
Puxado fora por achar a ele mesmo não sulista o suficiente para este New Englander, "'Lady,' Rydell diz cuidadosamente, 'Eu penso que você é mais louco que um saco cheio de babacas.' Suas sobrancelhas arquearam. 'Aí,' ela disse. 'Aí o que?' 'Cor, Sr. Rydell. Fogo. As ninhadas de policromos verbais de uma quase impensável avançada decadência.'"